# Krzyszczyna
Krzyszczyna (do 1945 niem. Cocceji-Neudorf) – wieś w Polsce położona w województwie lubuskim, w powiecie gorzowskim, w gminie Bogdaniec. Według danych z 2012 r. liczyła 72 mieszkańców. Miejscowość została założona w 1775/1776 w ramach kolonizacji fryderycjańskiej – zagospodarowania tzw. łęgów warciańskich. Od 1945 r. leży w granicach Polski.
W latach 1975–1998 miejscowość należała administracyjnie do województwa gorzowskiego.

## Położenie
Zgodnie z podziałem fizycznogeograficznym Polski według Kondrackiego teren, na którym położona jest Krzyszczyna należy do prowincji Niziny Środkowoeuropejskiej, podprowincji Pojezierza Południowobałtyckiego, makroregionu Pradolina Toruńsko-Eberswaldzka oraz w końcowej klasyfikacji do mezoregionu Kotlina Gorzowska.
Miejscowość leży 14 km na południowy zachód od Gorzowa Wielkopolskiego.

## Demografia
Ludność w ostatnich 3 stuleciach:

## Historia
- 1747 – Carl Adam von Waldow z Rudnicy zapisuje w testamencie na rzecz sierocińca w Sulechowie kilka swoich majątków, w tym tereny w okolicach Kołczyna (m.in. część Rudnicy, Maszków) i nadwarciańskich błot
- 1772 – rodzina von Waldow sprzedaje swoje ziemie w dolinie Warty wraz z Rudnicą i częścią Kołczyna Karlowi Sigismundowi von Reitzenstein
- 1775/76 – na bagnach nadwarciańskich zostają założone kolonie Lossow (Włostów) oraz Cocceji (Krzyszczyna i Krzyszczynka); tereny te należą do von der Ostena z Brzozowej i Smogór, majora Carla Ernesta Sigismunda von Reitzenstein z Rudnicy i Kołczyna oraz do domu sierot w Sulechowie; w Cocceji osiedla się 50 kolonistów na 1500 morgach ziemi[11]
- 1777 - właścicielem Cocceji-Neudorf jest sierociniec z Sulechowa, Cocceji-Neuwalde kapitan Carl Friedrich von Waldow z Brzozowej (Neuwalde), Cocceji-Stubbenhagen  (część Cocceji-Neuwalde) Adolph Friedrich von Waldow z Lubniewic, zaś Włostowa Carl Ernest Sigismund von Reitzenstein[12]
- 1801 – kolonia Cocceji liczy 243 mieszkańców i 36 domów; jest tu 38 gospodarstw kolonistów, z których 18 należy do von der Ostena ze Smogór, a 20 do rodziny von Waldow z Lubniewic; ponadto jest tu 14 komorników (chłopów bezrolnych)[4]
- XIX w. - Cocceji zostaje podzielone na Cocceji-Neudorf oraz Cocceji-Neuwald

## Nazwa
Coccey, Neudorfschen Antheil 1775; Cocceji, Neudorfer Antheil 1852; Cocceji-Neudorf 1944; Krzyszczyna 1948.
Niemiecka nazwa Cocceji-Neudorf pochodzi od nazwiska pruskiego kanclerza króla Fryderyka II, Samuela von Cocceji oraz od wsi Neudorf (obecnie Maszków), której była kolonią.

## Administracja
Miejscowość jest siedzibą sołectwa Krzyszczyna.

## Edukacja i nauka
Dzieci uczęszczają do szkoły podstawowej w Jenińcu, zaś młodzież do gimnazjum w Bogdańcu.

## Religia
Miejscowość przynależy do parafii rzymskokatolickiej pw. św. Jana Chrzciciela w Bogdańcu. We wsi nie ma kościoła.